# Pungen, Närke
Pungen är en sjö i Arboga kommun i Närke och ingår i Norrströms huvudavrinningsområde.